# Jaguar I-Pace
O Jaguar I-Pace é um veículo crossover SUV elétrico produzido pela Jaguar Cars, lançado em 2018 é primeiro SUV elétrico e o primeiro elétrico da montadora.